# Sisyra producta
Sisyra producta là một loài côn trùng trong họ Sisyridae thuộc bộ Neuroptera. Loài này được Tjeder miêu tả năm 1957.